# Fibre efferenti
Le fibre efferenti (o motorie) sono le vie nervose che trasportano il messaggio neurale dal sistema nervoso centrale verso la periferia, che tramutano in una risposta meccanica. Al contrario esistono quelle afferenti, o sensitive.

## Fibre e nervi
Tali fibre sono contenute nei nervi e possono coesistere con le fibre afferenti nei nervi misti, contenute ad esempio nel nervo facciale.